# Doleschallia nasica
Doleschallia nasica är en fjärilsart som beskrevs av Hans Fruhstorfer 1907. Doleschallia nasica ingår i släktet Doleschallia och familjen praktfjärilar. Inga underarter finns listade i Catalogue of Life.